# 인터넷 가전

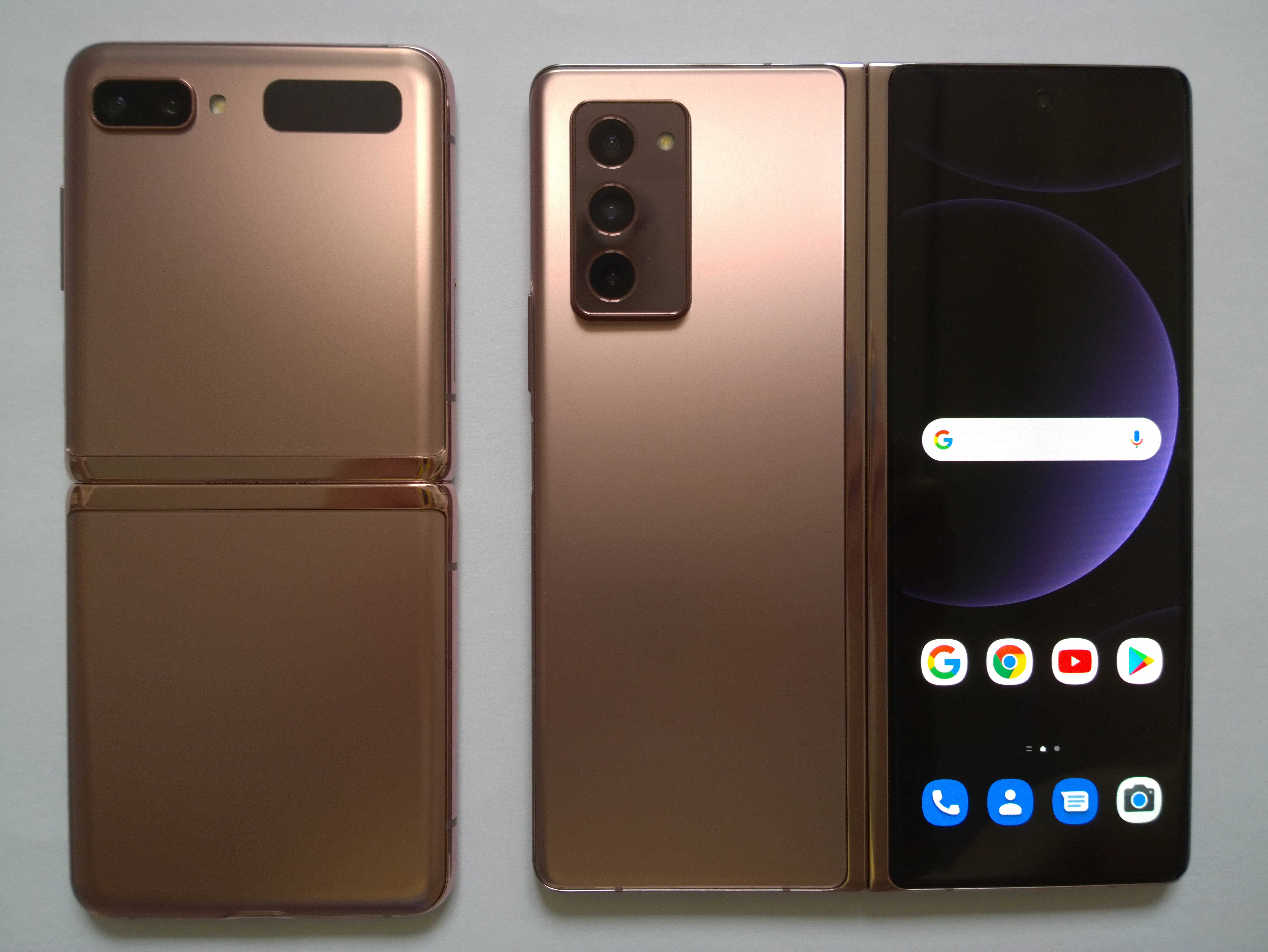

인터넷 가전 또는 인터넷 어플라이언스(Internet appliance)는 월드 와이드 웹 또는 전자우편 등 인터넷 서비스에 쉽게 접근하는 것이 주요 기능인 소비자용 기기이다.
이 용어는 1990년대에 보급되었으며 당시 정보 기기, 인터넷 컴퓨터, 네트워크 컴퓨터, 신 클라이언트의 의미와 겹쳤으나 지금은 일반적으로 이용되는 용어는 아니게 되었다.
인터넷 가전은 범용 컴퓨터와는 대별되는 용어이다. 인터넷 가전의 기반이 되는 디자인 아이디어는 사용 가능한 구성 온셥을 제한하고 기능을 최소화함으로써 더 저렴하고 훨씬 더 유용성있게 만드는 것이 골자였다. 현대의 스마트폰과 태블릿 컴퓨터는 대략적으로 동일한 일으르 수행하지만 시장에서 더 강력하고 더 성공적이므로 보통 인터넷 가전으로 분류되지는 않는다.

## 저명한 기기

### 현재
- 애플 아이패드
- 크롬북

### 단종
- 노키아 N800
- 노키아 N810
- 노키아 N900

## 같이 보기
- 컴퓨터 어플라이언스
- 유비쿼터스 컴퓨팅
- 모바일 인터넷 디바이스
- 컴퓨터 어플라이언스
- 넷북